# Acanthocyclops plesai
Acanthocyclops plesai is een eenoogkreeftjessoort uit de familie van de Cyclopidae. De wetenschappelijke naam van de soort is voor het eerst geldig gepubliceerd in 2001 door Iepure.